# 모모조노촌 (미에현)
모모조노촌(桃園村)은 미에현 이치시군에 있던 촌이다. 현재의 쓰시 남동부에 해당한다.

## 역사
- 1889년 4월 1일 - 정촌제 시행에 의해 이치시군 모모조노촌이 성립하였다.
- 1955년 3월 1일 - 히사이정, 베키촌, 나나쿠리촌, 나라하촌, 사카키바라촌과 합병해 새로운 히사이정이 성립하여, 동일 모모조노촌은 폐지되었다.

## 교통

### 철도
- 긴키 닛폰 철도
  - 긴테쓰 나고야선

## 참고문헌
- 角川日本地名大辞典 24 三重県